# Ingeborg Bruhn Bertelsen
Ingeborg Bruhn Bertelsen (født 26. april 1894 i København, død 26. juni 1977 i Madison) var en dansk skuespillerinde.
Ingeborg Bruhn Bertelsen var gift to gange. Første gang i 1930 med revyforfatteren Paul Sarauw og anden gang med skuespiller Edgar Hansen. Hun døde i 1977 af lungekræft.

## Skuespil
Da hun var ung flyttede hendes familie til Valby, hvor hun rendte Nordisk Film på dørene for at få lov til at medvirke i en film. De indvilligede til sidst, og hun filmdebuterede i 1911 og medvirkede indtil 1921 i omkring 80 stumfilm. I starten i biroller (den smukke sypige, tjenestepigen mm.), men senere også i større roller. Hun var kendt for sit smukke udseende og blev hurtigt en populær skuespillerinde.
Sideløbende med filmene var hun engageret på en række danske teatre. Hun teaterdebuterede i 1914 hos en mindre teatertrup i Esbjerg. I 1916-17 var hun ved Odense Teater og senere i 1917 hos Thalia-Teatret i København og kom derefter til Det ny Teater i København. Fra 1920 begyndte hun at optræde i Tivolirevyen og på Tivoli Sommerteater. Her fik hun stor succes og sang i 1920'erne flere revyviser, der blev veritable "landeplager"; "Sov Dukke Lise", "Lille Sommerfugl" og "Sonny Boy". Visen "Sov Dukke Lise" var egentlig tiltænkt Liva Weel, der blev syg. I 1923 kom hun som vikar til Scalarevyen og var der i mange år som operetteprimadonna. Senere var hun på Casino, Det ny Teater, Nørrebros Teater og Odense Teater (1929-30). Hun var samtidig en af de første skuespillere, der medvirkede i reklamefilm, da hun i 1929 reklamerede for et vaskepulver. I 1929 medvirkede hun i Scala Revyen og i 1930 i Apollorevyen. Hun var en umådelig populær stjerne og højt betalt. Hun købte en villa i Klampenborg og havde dyre biler og heste. BTs redaktør Jørgen Bast skrev en roman om hende,  Baggårdens børn, som blev bragt i BT over 60 dage. Hun voksede op på Vesterbro i København.

## Rygte
Ingeborg Bruhn Berthelsen stoppede i 1930 på toppen af sin karriere pga. et ondsindet rygte. Rygtet lød, at hun skulle have haft et seksuelt forhold til sin Sankt Bernhardshund. Publikum mødte hende med vulgære tilråb og morede sig med at gø højlydt, så snart hun trådte ind på scenen. Rygterne blev ved med at vokse og blev udbygget med flere slibrige detaljer. I et forsøg på at bekæmpe rygterne giftede hendes mangeårige ven teaterdirektør Paul Sarauw sig med hende i 1930, og parret flygtede til Den franske Riviera, men rygterne ville nu vide, at hun blot var indlagt på et hospital til behandling for sin sygelige lyst til dyresex, at hun var død i Paris og meget mere.
Da parret vendte tilbage til Danmark forsøgte hun at dementere rygtet bl.a. ved at indrykke avisannoncer, og det lykkedes hende at finde sladdertanten, som havde startet det. Det viste sig at være en pige, der var forelsket i hendes ven Paul Sarauw. Pigen tilstod (hun slap med at betale sagens omkostninger på 150 kr.) og Ingeborg Bruhn Berthelsen blev renset fra al mistanke. Alligevel havde rygtet skadet hendes omdømme så meget, at hun aldrig blev så populær som før. Historien fik Poul Henningsen til i 1931 i PH-revyen at skrive en revyvise, der sluttede med ordene: ”Tag og rend mig i den offentlige mening!”.

## Følgerne
Nu var hun reduceret til at spille mindre roller i operetteselskaber, der turnerende i provinsen, og som solist på restauranter. I midten 30'erne prøvede hun igen en optræden i Cirkusrevyen. Hun elskede at ride, og i 1939 startede hun og cirkusdirektør Frantz Bruun cirkusset Cirkus Bruun & Bruhn. Hendes idé var en helt ny form for cirkus, også med varieté og teater, men krigen satte en stopper for planerne. I 1940 medvirkede hun igen i Cirkusrevyen og var under besættelsen optaget af forskellige teater- og kabaretturneer rundt omkring i landet.
Efter krigen havde hun en overgang en minkfarm i Grønholt i Nordsjælland. I 1946 og 1947 medvirkede hun i Vedbækrevyen. Men rygterne og sladderen blev ved med at forfølge hende, og i 1947 emigrerede hun til USA til sin søster, Gerda Grandt.
I USA hjalp hun til i søsterens restaurant "Up-Town" i byen Madison i Wisconsin. Efter søsterens død ernærede hun sig som syerske.
I 1963/64 blev der oprettet en lærestol i dansk sprog og litteratur ved University of Wisconsin, hvor der i 50 år var undervist i norsk og i 25 i svensk. Den første professor i dansk var Jørgen G. Rasmussen, der arrangerede en 'Danish Day' i byen og på universitetet, hvor BB som hovedattraktion læste H.C.Andersen (bl.a. "Filpperne") og sang Ludvig Brandstrups "Dukke-Lise". (Tape på Revymuseet).

## Filmografi
| - Vampyrdanserinden (instruktør August Blom, 1912) - Mellem Storbyens Artister (instruktør Eduard Schnedler-Sørensen, 1912) - Hotellets nye Skopudser (instruktør Eduard Schnedler-Sørensen, 1912) - Skæbnens Veje (instruktør Holger-Madsen, 1913) - Bristet Lykke (instruktør August Blom, 1913) - Ballettens Datter (instruktør Holger-Madsen, 1913) - Prinsesse Elena (instruktør Holger-Madsen, 1913) - Karnevallets Hemmelighed (instruktør Leo Tscherning, 1913) - Hjælpen (instruktør Robert Dinesen, 1913) - Styrmandens sidste Fart (instruktør Eduard Schnedler-Sørensen, 1913) - De Nygifte (instruktør Sofus Wolder, 1913) - Frk. Studenten (instruktør Sofus Wolder, 1913) - Axel Breidahl som Hypnotisør (instruktør Axel Breidahl, 1913) - Axel Breidahls Lotterigevinst (instruktør Axel Breidahl, 1913) - Troskabsvædsken (instruktør Sofus Wolder, 1913) - Privatdetektivens Offer (instruktør Sofus Wolder, 1913) - Giftslangen (instruktør Hjalmar Davidsen, 1913) - I Stævnemødets Time (instruktør Sofus Wolder, 1913) - Livets Blændværk (instruktør Eduard Schnedler-Sørensen, 1913) - Kongens Foged (instruktør Sofus Wolder, 1913) - En farlig Forbryderske (instruktør Eduard Schnedler-Sørensen, 1913) - Hvem var Forbryderen? (instruktør August Blom, 1913) - Elskovs Magt (instruktør August Blom, 1913) - Chatollets Hemmelighed (instruktør Hjalmar Davidsen, 1913) - Lykken svunden og genvunden (instruktør Hjalmar Davidsen, 1913) | - Under Skæbnens Hjul (instruktør Holger-Madsen, 1914) - Moderen (instruktør Robert Dinesen, 1914) - Min Ven Levy (instruktør Holger-Madsen, 1914) - Kvindehadernes Fald (instruktør Eduard Schnedler-Sørensen, 1914) - De kære Nevøer (instruktør Alfred Cohn, 1914) - Ægteskab og Pigesjov (instruktør August Blom, 1914) - Den fjerde Dame (instruktør Eduard Schnedler-Sørensen, 1914) - Fædrenes Synd (instruktør August Blom, 1914) - Svindlere (instruktør Eduard Schnedler-Sørensen, 1914) - Stemmeretskvinden (instruktør Eduard Schnedler-Sørensen, 1914) - Hægt mig i Ryggen (instruktør Sofus Wolder, 1914) - Søvngængersken (instruktør Holger-Madsen, 1914) - Inderpigen (instruktør Robert Dinesen, 1914) - Den mystiske Fremmede (instruktør Holger-Madsen, 1914) - Et Kærlighedsoffer (instruktør Robert Dinesen, 1914) - Trolden i Æsken (instruktør Lau Lauritzen Sr., 1915) - Manden med de ni Fingre I (instruktør A.W. Sandberg, 1915) - Stribolt paa Kærlighedsstien (instruktør A.W. Sandberg, 1915) - I de unge Aar (som Lille Anny; instruktør Alfred Cohn, 1915) - Cowboymillionæren (instruktør Lau Lauritzen Sr., 1915) - Drankersken (instruktør Hjalmar Davidsen, 1915) - Lille Teddy (instruktør Alfred Cohn, 1915) - Paa Syndens Tærskel (som Vibike, Hjarls kæreste og model; instruktør Alexander Christian, 1915) - Kærlighed og Mobilisering (instruktør Lau Lauritzen Sr., 1915) - Den skønne Ubekendte (instruktør Lau Lauritzen Sr., 1915) - Godsforvalteren (instruktør Hjalmar Davidsen, 1915) - Den sidste Nat (instruktør Robert Dinesen, 1915) - Trold kan tæmmes (instruktør Holger-Madsen, 1915) - Den frelsende Film (instruktør Holger-Madsen, 1916) - Syndens Datter (som Dorrit, Gerds plejesøster; instruktør August Blom, 1916) - Addys Ægteskab (instruktør Karl Mantzius, 1916) | - En nobel Fødselsdagsgave (instruktør Lau Lauritzen Sr., 1916) - De evige Flammer (som Edith Blackburn; instruktør Alexander Christian, 1916) - Barnet fra Opfostringshuset (som Annie, et vajsenhusbarn; instruktør Alexander Christian, 1916) - Du skal elske din Næste (instruktør August Blom, 1916) - Sønnen (som stuepige; instruktør August Blom, 1916) - Gammel Ost og Blomsterduft (som Davids kæreste; instruktør Lau Lauritzen Sr., 1916) - Manden uden Fremtid (instruktør Holger-Madsen, 1916) - Et Barnehjerte (instruktør Hjalmar Davidsen, 1917) - Diskenspringeren (som Else, Tranbjegs datter; instruktør Lau Lauritzen Sr., 1917) - Hittebarnet (som Lucy, skovriderens datter; instruktør Holger-Madsen, 1917) - Kampen om Kvinden (som Kitty, stuepige hos professoren; instruktør Hjalmar Davidsen, 1917) - Kriminalgaaden i Kingosgade (som Kitty Williams; instruktør Hjalmar Davidsen, 1917) - Solen, der dræbte (instruktør Hjalmar Davidsen, 1918) - Prinsessens Tilbeder (som Steffi, prinsessens kammerpige; instruktør Alexander Christian, 1918) - Blomsterpigens Hævn (som Beate, blomsterpige; instruktør Hjalmar Davidsen, 1918) - Gar el Hama V (som Ellinor, bankierens datter; instruktør Robert Dinesen, 1918) - Præstens Datter (som Else, Magdas veninde; instruktør Holger-Madsen, 1918) - Da Svigermoder kom (som Clara Brammer; ukendt instruktør, 1918) - En Kunstners Kærlighed (instruktør A.W. Sandberg, 1918) - Kærlighedsleg (som Lizzie Harring; instruktør A.W. Sandberg, 1919) - Mesterdetektiverne (som Dido, et yndigt væsen; instruktør Lau Lauritzen Sr., 1919) - Klavervirtuosen (instruktør Lau Lauritzen Sr., 1919) - Den tapre Skrædder (instruktør Lau Lauritzen Sr., 1920) - Film, Flirt og Forlovelse (som datteren; instruktør Lau Lauritzen Sr., 1921) - Cirkus-Revyen (instruktør Alice O'Fredericks, Lau Lauritzen Jr., 1936) |